# Barbiedocka

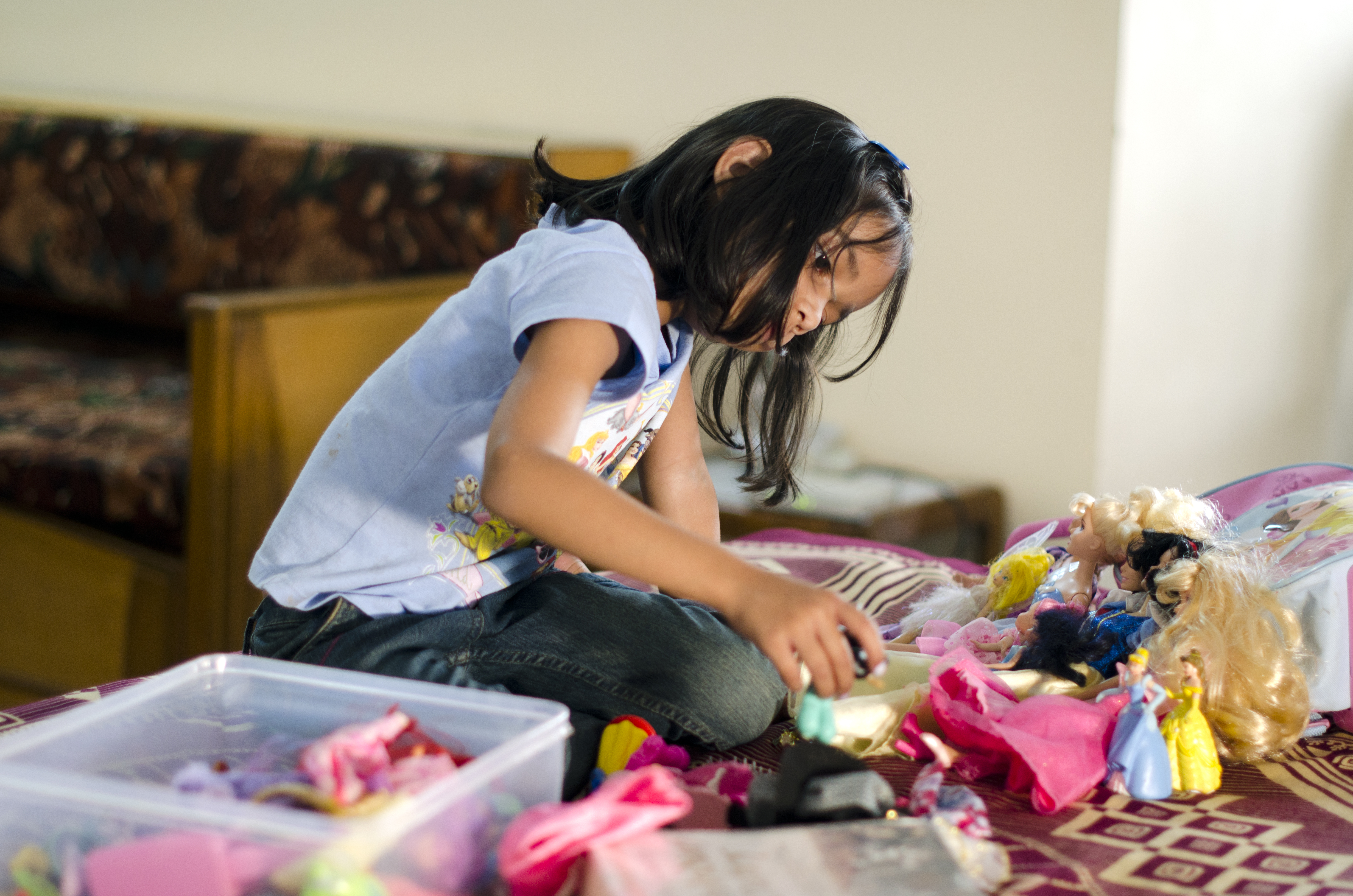
En flicka som leker med barbiedockor.

Barbiedocka är en leksak som introducerades i mars 1959. Det är en docka som ser ut som en ung kvinna. Till skillnad från dockor som föreställer småbarn, som kan användas för att leka omvårdande, till exempel mata, byta blöjor eller natta, används barbiedockan mest för mode och skönhetsvård. Det finns en mängd olika kläder, stilar och accessoarer avsedda för denna docka, ungefär som en tredimensionell klippdocka. Hon har också fyra systrar, Skipper som är i tonåren, Stacie som är 7-11 år, Shelly som är 3-5 och Krissy som är spädbarn. Barbies fullständiga namn är Barbara Millicent Roberts.
Barbie tillverkas av en av världens största leksakstillverkare Mattel. Det finns även hushållssaker till dockan. Barbie finns även i tidningar och filmer.

## Barbies historia

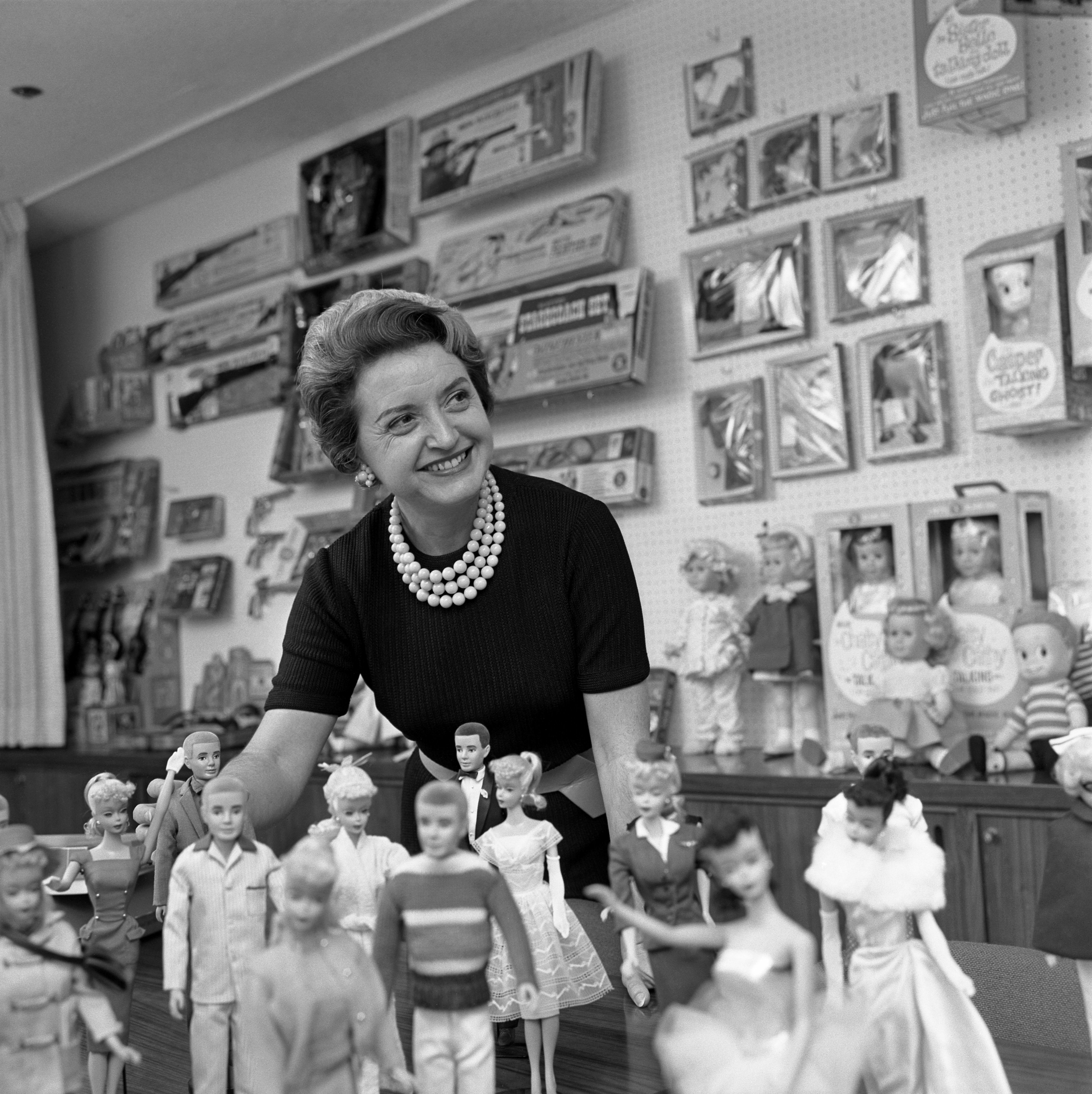
Ruth Handler med Barbiedockor, 1961.

Ruth Handler fick idén till Barbie, då hennes dotter Barbara hellre lekte med klippdockor än traditionella dockor. Därför köpte hon 1956, under en resa den tysktillverkade dockan Lilli i en schweizisk butik. Lilli var baserad på den sexuellt frispråkiga/vågade tecknade serien med samma namn som åren 1952–1961 publicerades i tidningen Bild. Serien, som inte var riktad till en barnpublik och vars titelfigur hade viss likhet med skådespelerskan Marlene Dietrich, blev en stor framgång och ledde till produktion av en docka baserad på titelpersonen. Dockan tillverkades åren 1955–1964 i uppskattningsvis 130 000 exemplar och såldes som skämtleksak för män på barer och i tobaksaffärer. Det gjordes även en tysk filmproduktion (svensk titel: Flickan från storstaden) baserad på den tecknade serien. Med Lilli som inspiration designade Ruth Handler dockan Barbie, som 1958 lanserades via makens leksaksföretag Mattel. Barbiedockan är uppkallad efter paret Handlers dotter Barbara som kallades för Barbie, något denna aldrig uppskattade.[källa behövs] Det fanns även en son i familjen Handler, Kenneth, som kallades Ken.
Fram till 1963 bar dockan det fullständiga namnet Barbara "Barbie" Millicent Roberts. Detta har studerats av genusvetaren Erica Rand, vars första bok hade titeln Barbie's Queer Accessories.
Barbie-tillverkaren Mattel köpte 1964 rättigheterna till Lilli och avslutade snabbt produktionen av den konkurrerande dockan. Ruth Handler har aldrig erkänt att hon var inspirerad av Lilli och har inte velat diskutera saken.[källa behövs]

### Barbie i Sverige
Barbieklubben i Sverige startades av Mona Sahlin, sedermera ordförande i Socialdemokraterna. Barbiedockan introducerades i Sverige till julen 1963.

### Barbiedockor med förebilder
Det har gjorts Barbiedockor med verkliga personer som förebild. Ett exempel på detta är en Barbiedocka som är gjord med kronprinsessan Victoria som förebild, den presenterades på leksaksmässan i Nürnberg den 3 februari 2010. 2017 kom den första barbiedockan som bar hijab, föreställande den olympiska fäktaren Ibtihaj Muhammad.
Inför kvinnodagen 2018 avbildades 17 nutida och historiska kvinnor som barbiedockor. Dessa kvinnor är: piloten Amelia Earhart, konstnären Frida Kahlo, matematikern Katherine Johnson, olympiska snowboardåkaren Chloe Kim, filmskaparen Patty Jenkins, djurskyddsaktivisten Bindi Irwin, boxaren Nicola Adams, vindsurfaren Çağla Kubat, kocken Hélène Darroze, volleybollspelaren Hui Ruoqi, designern Leyla Piedayesh, golfaren Lorena Ochoa, journalisten Martyna Wojciechowska, fotbollsspelaren Sara Gama, skådespelaren Xiaotong Guan, ballerinan Yuan Tan samt modedesignern Vicky Martin Berrocal.

## Barbie som samlarobjekt
Barbie-dockor är ett populärt samlarobjekt. Att en dockas kropp är märkt med ett årtal betyder dock inte att dockan är tillverkad då utan att kroppstypen designades det året, medan dockan i sig kan vara betydligt nyare.

## Barbies anhöriga i urval
- Teresa: Ljus hy, brunhårig, bruna eller gröna ögon. Hon är Barbies bästa kompis och bär oftast orange.
- Midge: Ljus hy, rött hår, turkosa eller gröna ögon. Vän till Barbie.
- Christie/Nikki: Mörk hy, bruna eller ljus orange/gula ögon och mörkbrunt eller svart hår. Är också en av Barbies kompisar. Brukar bära lila.
- Raquelle: Mörkt hår och bruna ögon. Hon är i vissa stunder en vän till Barbie men oftast ser hon Barbie som fiende och rival.
- Summer: Gyllenblont hår, bruna ögon och superatletisk. Barbies vän.
- Kelly/Shelly eller nutida Chelsea: Blond, gröna eller blåa ögon och ljus hy. Är Barbies lillasyster, runt 3-6 år gammal. Kelly Roberts heter hon, men kallas Shelly i Sverige. Varför är nog ingen som vet. 2010 byttes hon ut mot Chelsea.
- Skipper: Skipper Roberts är Barbies äldsta syster och en typisk tonåring. Skipper har blont/brunt hår, ibland med en lila eller blå hårslinga, blå ögon och ljus hy.
- Stacie: Stacie Roberts är blond, blåögd och har ljus hy precis som sina systrar Barbie, Kelly/Shelly och Skipper. Stacie har vännerna Lila och Janet som hon ofta är ute och leker med.
- Krissy: Krissy Roberts är Barbies minsta syster och är en bäbis.
- Ken: Barbies pojkvän. Den tidigaste Ken Carson finns både som mörkhårig och blond. Hans bror heter Tommy. Ken är oftast blond med blå ögon och hans bror brunhårig med bruna ögon.
- Den rödhåriga killen som ofta förväxlas med Ken är Alan, pojkvän till Barbies kompis Midge.
- Ryan: Mörkt hår och bruna/blå ögon, rockig stil. Ryan är bror till Raquelle och hopplöst förälskad i Barbie, rival till Ken.
- Blaine: 2002 kom Blaine in i Barbies liv och då dumpades Ken.
- 2008 försvann Blaine och Ken Carson kom tillbaka.

På 1970-talet hade Barbie också två andra syskon, Tutti och Todd, men deras produktion slutade snart.

## Kritik och i kulturen

### Motstånd mot Barbie
Barbie har under lång tid kritiserats för att sprida ett orealistiskt kroppsideal, och under 1970-talet förbjöds dockorna på många förskolor i Sverige. Det har hävdats att hon är så smal att alla hennes inre organ inte skulle fått plats i henne om hon varit levande, och att ungdomar med väldigt smala kroppsideal kan drivas till anorexi och andra ätstörningar. Baserat på midjemått har man beräknat att om Barbie hade varit människa hade hon varit 213 cm lång, men fortfarande med en mindre midja än en normal kvinna. Tillverkningsföretaget Mattel har tidigare slagit undan kritiken med att Barbies kroppsform aldrig varit menad att vara realistisk. Företaget har senare mött kritiken för att sedan 2016 börjat tillverka flera olika typer av Barbiedockor såsom "lång", "kurvig" och "petite".
År 2011 drev Greenpeace en kampanj mot Matell. Greenpeace sade sig ha bevis för att förpackningen till dockan kommer från skövlad indonesisk regnskog. Aktionen ledde till att Matell ändrade sin policy till att inte använda råvaror som kommer från regnskog.
En Barbiebok med titeln I Can Be a Computer Engineer (Jag kan bli dataingenjör) fick uppmärksamhet på Internet 2014. Kritik riktades mot hur yrket avbildades och hur Barbie behövde hjälp från två män för att klara av jobbet.  Efter kritiken drog Mattel tillbaka boken och gav en offentlig ursäkt på Barbies facebooksida.

### Parodier, kopior och rättstvister
- Mattel stämde 1997 och förlorade 2002 mot den danska popgruppen Aqua för deras låt Barbie Girl.[18]
- Malibu Stacy är en Barbie-parodi i Simpsons.
- Porrskådespelerskan Barbii Bucxxx har modellerat sig efter dockan, efter att som barn blivit mobbad för sin Barbiefixering.[19]
- Biltillverkaren Nissan stämdes också utan resultat av Mattel efter att ha parodierat dockan i två reklamfilmer 1997.[20][21]

## Barbie på film
Redan 1987 medverkade Barbie i de tecknade TV-specialavsnitten Barbie and the Rockers: Out of This World och Barbie and the Sensations: Rockin' Back to Earth, som båda baserades på dockserien Barbie and the Rock Stars.
Sedan millennieskiftet har det producerats en hel del datoranimerade filmer med Barbie i huvudrollen (se tabell nedan); i filmerna som inte handlar om henne "spelar" hon en rollfigur. Barbiefilmerna har vanligtvis släppts direkt till DVD och flera har visats på Nickelodeon, men från och med Barbie: Prinsessäventyr har filmerna haft premiär på Netflix innan de släppts på DVD. 
Barbie hade biroller i de båda datoranimerade filmerna Toy Story 2 och Toy Story 3, samt i Mattels My Scene-filmer.
I webbserien Barbie: Life in the Dreamhouse och senare i Netflixoriginalen Barbie Dreamhouse Adventures och Barbie Dreamhouse Adventures: Go Team Roberts får man följa Barbies vardagsliv. De nyare Barbiefilmerna utspelar sig i samma universum och kontinuitet som Dreamhouse Adventures-serierna.
En icke-animerad spelfilm om Barbie hade slutligen premiär 2023, efter att produktionsbolag, manusförfattare och skådespelare hade ändrats gång på gång och premiären har sköts upp flera gånger.[källa behövs] I filmen gör Margot Robbie rollen som Barbie, Greta Gerwig och Noah Baumbach står för manus medan Gerwig ensam står för regi. Mattel producerade filmen i samarbete med Warner Bros. och LuckyChap Entertainment. Filmen heter Barbie och hade premiär i juli 2023.

### Lista över de datoranimerade Barbie-filmerna
| Titel                                               | Originaltitel                                       | År   |
| --------------------------------------------------- | --------------------------------------------------- | ---- |
| Barbie i Nötknäpparen                               | Barbie in the Nutcracker                            | 2001 |
| Barbie som Rapunzel                                 | Barbie as Rapunzel                                  | 2002 |
| Barbie i Svansjön                                   | Barbie of Swan Lake                                 | 2003 |
| Barbie som prinsessan och tiggarflickan             | Barbie as the Princess and the Pauper               | 2004 |
| Barbie: Fairytopia                                  | Barbie: Fairytopia                                  | 2005 |
| Barbie och Pegasus förtrollning                     | Barbie and the Magic of Pegasus                     | 2005 |
| Barbie: Fairytopia – Mermaidia                      | Barbie: Fairytopia – Mermaidia                      | 2006 |
| Barbie: Dagbok                                      | Barbie Diaries                                      | 2006 |
| Barbie och de 12 dansande prinsessorna              | Barbie in the 12 Dancing Princesses                 | 2006 |
| Barbie: Fairytopia – Den magiska regnbågen          | Barbie: Fairytopia – Magic of the Rainbow           | 2007 |
| Barbie som Öprinsessan                              | Barbie as the Island Princess                       | 2007 |
| Barbie: Mariposa                                    | Barbie: Mariposa                                    | 2008 |
| Barbie och diamantslottet                           | Barbie and the Diamond Castle                       | 2008 |
| Barbie i En julsaga                                 | Barbie in A Christmas Carol                         | 2008 |
| Barbie presenterar Tummelisa                        | Barbie: Thumbelina                                  | 2009 |
| Barbie och de tre musketörerna                      | Barbie and the Three Musketeers                     | 2009 |
| Barbie i en sjöjungfrusaga                          | Barbie in a Mermaid Tale                            | 2010 |
| Barbie: Ett modeäventyr                             | Barbie: A Fashion Fairytale                         | 2010 |
| Barbie: Älvornas Hemlighet                          | Barbie: A Fairy Secret                              | 2011 |
| Barbie: Prinsessakademin                            | Barbie: Princess Charm School                       | 2011 |
| Barbie: En perfekt jul                              | Barbie: A Perfect Christmas                         | 2011 |
| Barbie i en sjöjungfrusaga 2                        | Barbie in a Mermaid Tale 2                          | 2012 |
| Barbie: Prinsessan och popstjärnan                  | Barbie: The Princess and the Popstar                | 2012 |
| Barbie och de rosa balettskorna                     | Barbie in the Pink Shoes                            | 2013 |
| Barbie: Mariposa och älvprinsessan                  | Barbie: Mariposa and the Fairy Princess             | 2013 |
| Barbie och hennes systrar i ett hästäventyr         | Barbie and Her Sisters in a Pony Tale               | 2013 |
| Barbie: Pärlprinsessan                              | Barbie: The Pearl Princess                          | 2014 |
| Barbie och den hemliga dörren                       | Barbie and the Secret Door                          | 2014 |
| Barbie: Superprinsessan                             | Barbie in Princess Power                            | 2015 |
| Barbie i Rock 'n Royals: Prinsessa på rockäventyr   | Barbie in Rock 'n Royals                            | 2015 |
| Barbie och hennes systrar i det stora valpäventyret | Barbie and Her Sisters in the Great Puppy Adventure | 2015 |
| Barbie: Superagenterna                              | Barbie: Spy Squad                                   | 2016 |
| Barbie på äventyr i rymden                          | Barbie: Starlight Adventure                         | 2016 |
| Barbie och hennes systrar på valpjakt               | Barbie and Her Sisters in a Puppy Chase             | 2016 |
| Barbie: Dataspelshjälten                            | Barbie: Video Game Super Hero                       | 2017 |
| Barbie: Delfiner och magi                           | Barbie: Dolphin Magic                               | 2017 |
| Barbie: Prinsessäventyr                             | Barbie: Princess Adventure                          | 2020 |
| Barbie & Chelsea: Den försvunna födelsedagen        | Barbie & Chelsea: The Lost Birthday                 | 2021 |
| Barbie: Big City, Big Dreams                        | Barbie: Big City, Big Dreams                        | 2021 |